# Se, nu stiger solen af havets skød
Se, nu stiger solen af havets skød er en dansk sang med tekst af Jakob Knudsen og den nok kendteste melodi af Oluf Ring. 
Knudsens tekst stammer fra 1890.
Rings melodi er fra omkring 1915.

## Tekst
Knudsen blev i 1890 valgmenighedspræst i Mellerup efter en tid som lærer ved Askov Højskole.
I slutningen af 1890 skrev han Tunge, mørke natteskyer og derefter Se, nu stiger solen af havets skød.
Den blev trykt året efter i Højskolebladet den 20. marts 1891.
Sangen er strofisk med 7 strofer på hver 4 verselinjer og rimskemaet er aabb.
Anders Frostensson står for en svensk oversættelse.
Knudsen døde i 1917, så den danske tekst er nu fri for ophavsret.

## Melodier
En alternativ melodi findes af Lars Nielsen fra 1891, der blev udgivet i
Højskolebladet i maj det år. Den skal være udbredt i Nord- og Østjylland.
Denne version synges oftest i Mellerup Valgmenighedskirke.
Til den svenske udgave har Siv Lindström Wik skrevet en melodi udgivet 1987.

## Udgivelse, indspilninger og modtagelse
Som en af 10 salmer er den på Modersmål-Selskabets sang- og salmekanon.
Kristeligt Dagblad satte den i 2021 på deres sangkanon som den anden bedste danske sang, i stemmetal kun overgået af Dejlig er jorden.
På DR P2's lytteres afstemning fra 2015 om top-50 af danske sange var den nummer otte.
I 2018 kom den i top fem på en liste over de populæreste sange fra Højskolesangbogen.
I sin bog om den danske sang havde Phillip Faber udvalgt den som en af tyve af hans yndlingssange fra den danske sangskat.
Den svenske oversættelse er nummer 944 i den svenske salmebog.
En videooptagelse fra 2018 findes med Pernille Rosendahls sang og Phillip Fabers klaverakkompagnement.
Fra samme år findes videooptagelse af en version med DR Pigekoret og Lau Højen syngende og Henrik Dam Thomsen på cello og Phillip Faber på klaver.
Den sidstnævnte optagelse er udgivet på DR Pigekorets album Din Danske Sang.
Højen gentog sin opførelse med Faber og Thomsen men uden pigekoret i foråret 2020 i forbindelse med programrækken Morgensang.
Sangen indgik i teaterkoncerten Lyden af de skuldre vi står på med premiere på Aarhus Teater i august 2017.
Simon Kvamm og Marie Koldkjær Højlund havde skabt musikken og Se, nu stiger solen var omarbejdet fra Rings version.
En indspilning af sangen blev udgivet på EP med tre andre sange fra forestillingen senere på året.
Sangen høres også i Anders Thomas Jensens film Retfærdighedens ryttere.
Thomas Altheimer benyttede titlen Se nu stiger solen til sin dokumentarfilm fra 2017.